# フレッド・ペントランド
フレデリック・"フレッド"・ビーコンスフィールド・ペントランド（Frederick "Fred" Beaconsfield Pentland、1883年7月23日 - 1962年3月16日）は、イングランド・ウルヴァーハンプトン出身の元サッカー選手、元サッカー指導者。ポジションはフォワード。

## 選手経歴
ペントランドはアヴォンデール・ジュニアーズとウィルンホールAFCを経て1900年8月、17歳で当時2部リーグに在籍していたスモール・ヘスに加入した。加入後は主にバーミンガム地域リーグに参加していたスモール・ヘスのリザーブチームでプレーし、1900-01シーズンにスモール・ヘスが1部リーグに昇格すると、構想外の扱いを受けた。しかし、トップチームにはFAカップのポーツマスFC戦で1試合のみ出場している。それでも出場機会が少なかったことから、1903年にブラックプールFCへと移籍した。
ブラックプールではセンターフォワードとしてプレーし、得点能力が開花した。加入後4試合で5ゴールを決め、1903年10月28日、ブラックバーン・ローヴァーズFCへの完全移籍が決まった。ブラックバーンでは約2年半の在籍で、51試合に出場し、9ゴールを挙げた。しかし、クラブが期待した成績は残せず、1905-06シーズン終了時に移籍リストに挙がったが、買い手が見つからず、当時サザンフットボールリーグに所属していたブレントフォードFCにフリーで引き取られた。
ブレントフォードでは、チームの得点源として活躍し、リーグ戦においては2試合を除く全ての試合に出場し、12ゴールを記録。クラブもリーグ中位でのフィニッシュに落ち着いた。シーズン終了後、同じくサザンフットボールリーグに所属していたクイーンズ・パーク・レンジャーズFCに移籍し、ここではキャリアハイとなる14ゴールを挙げるも、前所属のブレントフォードより下の順位でシーズンを終えた。1908年6月、フットボールリーグのミドルズブラFCに移籍した。移籍金は500ポンドであり、ブラックバーンには150ポンド、QPRには350ポンドが支払われた。1シーズン目はアルフ・コモンやスティーブ・ブルーマーらとともにプレーし、1部リーグ9位フィニッシュに貢献した。このシーズン中にイングランド代表に初選出され、同代表の顔ビビアン・ウッドワードの1列下でプレーした。このシーズンだけでイングランド代表5キャップを稼ぎ、今後も招集されるだろうと予想されたが、ミドルズブラにて1911年のトレーニング中にトレーニングを拒否し、クラブの怒りを買って放出された。
1912年8月、ミッドランド・リーグのハリフォックス・タウンAFCに加入した。ハリフォックスでは選手兼監督として活動し、シーズンのクラブトップスコアラーに輝くも、クラブの財政難を理由にシーズン終了後にストーク・シティFCへと売却された。ストークには半年ほど在籍し、すぐにハリフォックスへと復帰したものの、負傷による影響で現役を引退した。

## 監督経歴

### ドイツでの捕虜生活
現役引退後の1914年、ドイツ代表で指揮を執るため、渡独した。しかし、渡独後すぐに第一次世界大戦が開戦し、ルーレベンにある収容所に囚われた。収容所には4000人から5,500人ほどの収容者がおり、ペントランドの影響もあってサッカーは数少ない娯楽の1つになった。収容者の内1,000人もの人が収容所内で独自に開催されたリーグ戦やカップ戦に参加し、ペントランド自身もこれに参加した。また、ペントランドは収容者向けに専用のサッカー雑誌を出版した。
この収容所にはペントランド以外にも、数人の元サッカー選手がおり、イングランド代表でチームメイトだったスティーブ・ブルーマーや元スコットランド代表のジョン・キャメロンらがいた。1914年5月2日、収容所の一大イベントとしてイングランド選抜対世界選抜が行われた。イングランド選抜にはブルーマーを筆頭としてペントランドも出場し、世界選抜にはキャメロンがキャプテンとなり、元ドイツ代表の選手が3人出場した。この後の試合にはフランス選抜、ベルギー選抜なども作られた。ペントランドは世界大戦終了まで収容所にとどまり、戦争が終結するとイングランドに帰国した。また、収容中に看護師のナフニーン・ヘイズと出会い、1923年に結婚した。

### フランス代表での指揮
1919年、ASストラスブールにて監督を務めた後、1920年のアントワープオリンピックに出場するフランス代表の監督に就任した。フランス代表はベスト8のイタリア代表戦から出場し、イタリア代表を3-1で下したが、ベスト4のチェコスロバキア代表戦に1-4で敗戦した。その後行われた順位決定戦にフランスは出場しなかったため、フランス代表は4位という扱いになった。

### スペイン監督時代
1920年、ラシン・サンタンデールの監督に就任すると、わずか1シーズンでアスレティック・ビルバオに引き抜かれた。アスレティック・ビルバオでは、クラブにショートパスサッカーの概念を植え付け、1923年にはコパ・デル・レイ優勝に導いた。1925年にはアトレティコ・マドリードへ移り、1926年のコパ・デル・レイ決勝進出に貢献した。アトレティコ・マドリードを1シーズン率いた後、レアル・オビエドの指揮を1シーズンだけ執り、再びアトレティコ・マドリードに復帰し、記念すべきラ・リーガ1シーズン目を指揮した。1929年5月にはスペイン代表のアシスタントコーチに就任し、2ヶ月後に行われたイングランド戦の4-3での勝利に一役勝った。これにより、スペインはイギリスのカントリー以外で初めてイングランド代表を破った国となった。
1929年にアスレティック・ビルバオへ復帰するとそのシーズンのラ・リーガ制覇とコパ・デル・レイ制覇の国内2冠を成し遂げた。1930年から1933年の間に4回ものコパ・デル・レイ決勝進出、1932年から1933年の2度のラ・リーガ準優勝など、アスレティック・ビルバオのスペインでの地位を固めた。1931年にはFCバルセロナを12-1で破っているが、これはいまだにバルセロナのワースト記録である。1933年には再度アトレティコ・マドリードに復帰するが、スペイン内戦の影響でイングランドへ帰国した。